# Alireza Abbasfard
Alireza Abbasfard (en persan : علیرضا عباسفرد), né le 20 octobre 1981 à Chiraz, est un footballeur iranien qui évolue au poste d'avant-centre.

## Biographie
En 2009, il participe à la Ligue des champions d'Asie avec le club de l'Esteghlal Téhéran (trois matchs joués).
Fin 2013, il part jouer pour le Sarawak FA, en Super League malaisienne, devenant ainsi le premier iranien à évoluer dans la Ligue malaisienne.
Entre 2005 et 2015, il joue 186 matchs en première division iranienne, inscrivant 34 buts. En 2009, il remporte le titre de champion d'Iran avec l'Esteghlal.
Alireza Abbasfard reçoit trois sélections en équipe d'Iran. Il joue son premier match en équipe nationale le 21 mars 2008, en amical contre Bahreïn (défaite 1-0). Il joue ensuite le 6 novembre 2012, contre le Tadjikistan. Il se met alors en évidence en inscrivant un but, son équipe l'emportant sur le très large score de 6-1. Il joue son dernier match le 14 novembre 2012, contre l'Ouzbékistan, lors des éliminatoires du mondial 2014 (défaite 0-1).

## Statistiques en club
Dernière mise à jour le 24 février 2014.
| Performance du club | Performance du club | Performance du club | Ligue  | Ligue | Coupe       | Coupe       | Continental | Continental | Total  | Total |
| Saison              | club                | Ligue               | Matchs | Buts  | Matchs      | Buts        | Matchs      | Buts        | Matchs | Buts  |
| L'Iran              | L'Iran              | L'Iran              | Ligue  | Ligue | Coupe Hazfi | Coupe Hazfi | Asie        | Asie        | Total  | Total |
| ------------------- | ------------------- | ------------------- | ------ | ----- | ----------- | ----------- | ----------- | ----------- | ------ | ----- |
| 2004-05             | Saipa               | Pro League          | 23     | 5     |             |             | -           | -           |        |       |
| 2005–06             | Saipa               | Pro League          | 25     | 5     |             |             | -           | -           |        |       |
| 2006–07             | Saba                | Pro League          | 21     | 2     |             |             | -           | -           |        |       |
| 2007-08             | Saba                | Pro League          | 26     | 3     |             |             | -           | -           |        |       |
| 2008-09             | Esteghlal           | Pro League          | 18     | 4     |             | 0           | 3           | 0           |        | 4     |
| 2009–10             | Paykan              | Pro League          | 12     | 4     |             |             | -           | -           |        |       |
| 2010-11             | Paykan              | Pro League          | 26     | 7     | 1           | 0           | -           | -           | 28     | 7     |
| 2011-2012           | Rah Ahan            | Pro League          | 31     | 5     | 0           | 0           | -           | -           | 31     | 5     |
| 2012-13             | Rah Ahan            | Pro League          | 17     | 3     | 0           | 0           | -           | -           | 17     | 3     |
| Malaisie            | Malaisie            | Malaisie            | Ligue  | Ligue | Coupe FA    | Coupe FA    | Asie        | Asie        | Total  | Total |
| 2014                | Sarawak             | Super Ligue         | 3      | 0     | 4           | 1           | -           | -           | 7      | 1     |
| Total carrière      | Total carrière      | Total carrière      | 180    | 51    |             |             | 3           | 0           |        |       |

- Passes décisives

| Saison | Équipe    | Passes |
| ------ | --------- | ------ |
| 05–06  | Saipa     | 2      |
| 06–07  | Saba      | 2      |
| 08–09  | Esteghlal | 2      |
| 09-10  | Paykan    | 2      |
| 10–11  | Paykan    | 1      |
| 11–12  | Rah Ahan  | 5      |

## Buts internationaux
Les scores et les résultats listent les buts de l'Iran en premier.
| # | Date            | Lieu        | Adversaire  | But | Résultat | Compétition |
| - | --------------- | ----------- | ----------- | --- | -------- | ----------- |
| 1 | 6 novembre 2012 | Stade Azadi | Tadjikistan | 6–1 | 6–1      | Amical      |

## Palmarès
Esteghlal Téhéran
- Championnat d'Iran (1) :
  - Champion : 2008-09.